# Korey Jarvis
Korey Jarvis (ur. 4 października 1986) – kanadyjski zapaśnik w stylu wolnym. Olimpijczyk z Rio de Janeiro 2016, gdzie zajął ósme miejsce w kategorii 125 kg.
Zajął siódme miejsce na mistrzostwach świata w 2015. Wicemistrz igrzysk panamerykańskich w 2015; trzeci w 2019. Dziewięciokrotny medalista na mistrzostwach panamerykańskich, srebro w 2013 i 2019. Złoto na igrzyskach Wspólnoty Narodów w 2014 i srebro w 2010 i 2018. Wicemistrz Wspólnoty Narodów w 2007. Zawodnik University of Guelph.